# Yucca rostrata
Yucca rostrata là một loài thực vật có hoa trong họ Măng tây. Loài này được Engelm. ex Trel. miêu tả khoa học đầu tiên năm 1902.

## Hình ảnh

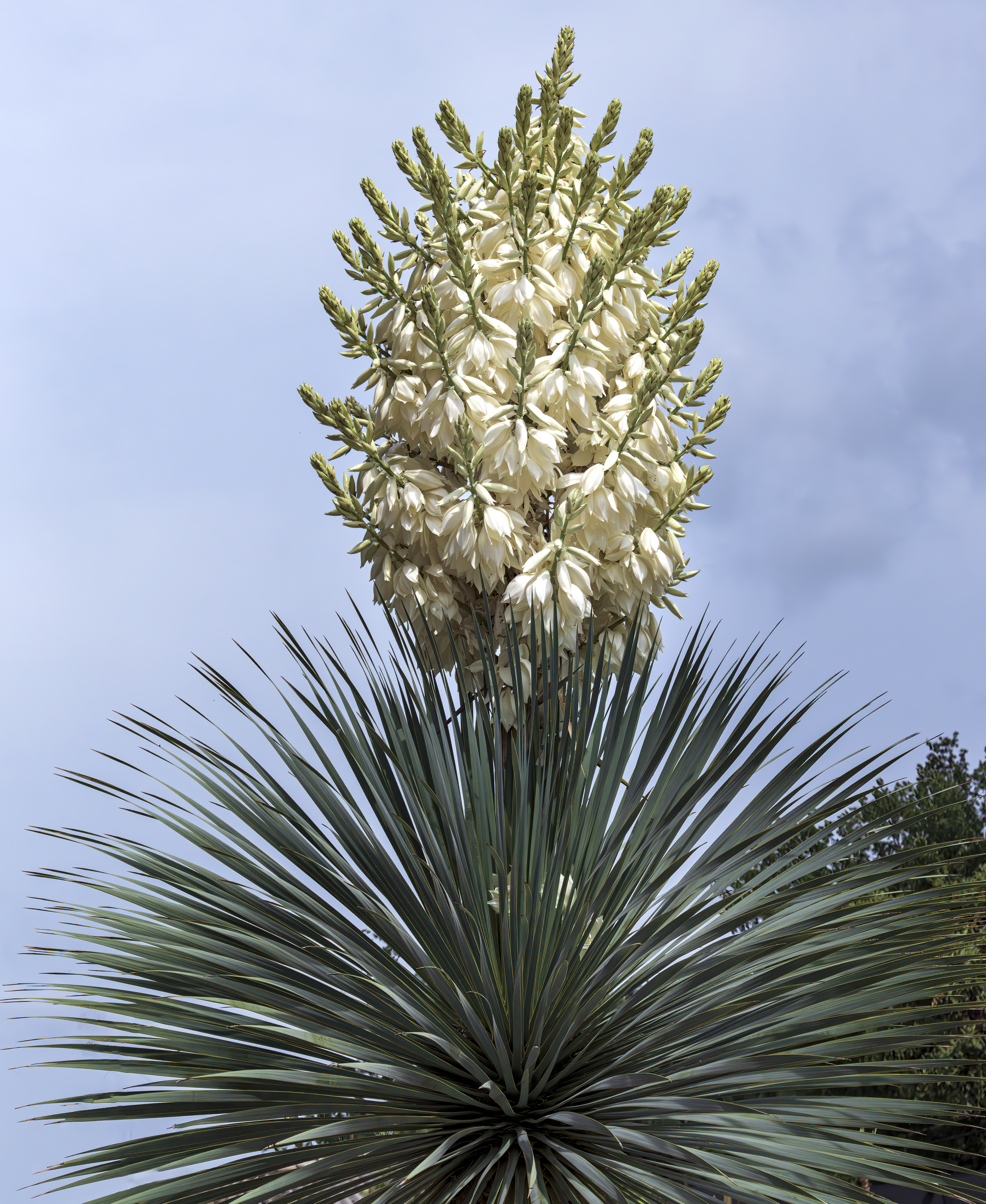
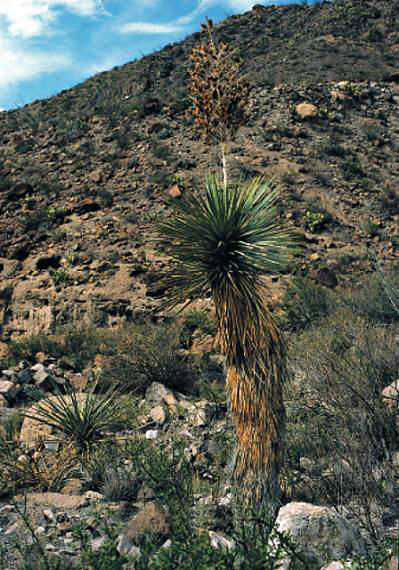
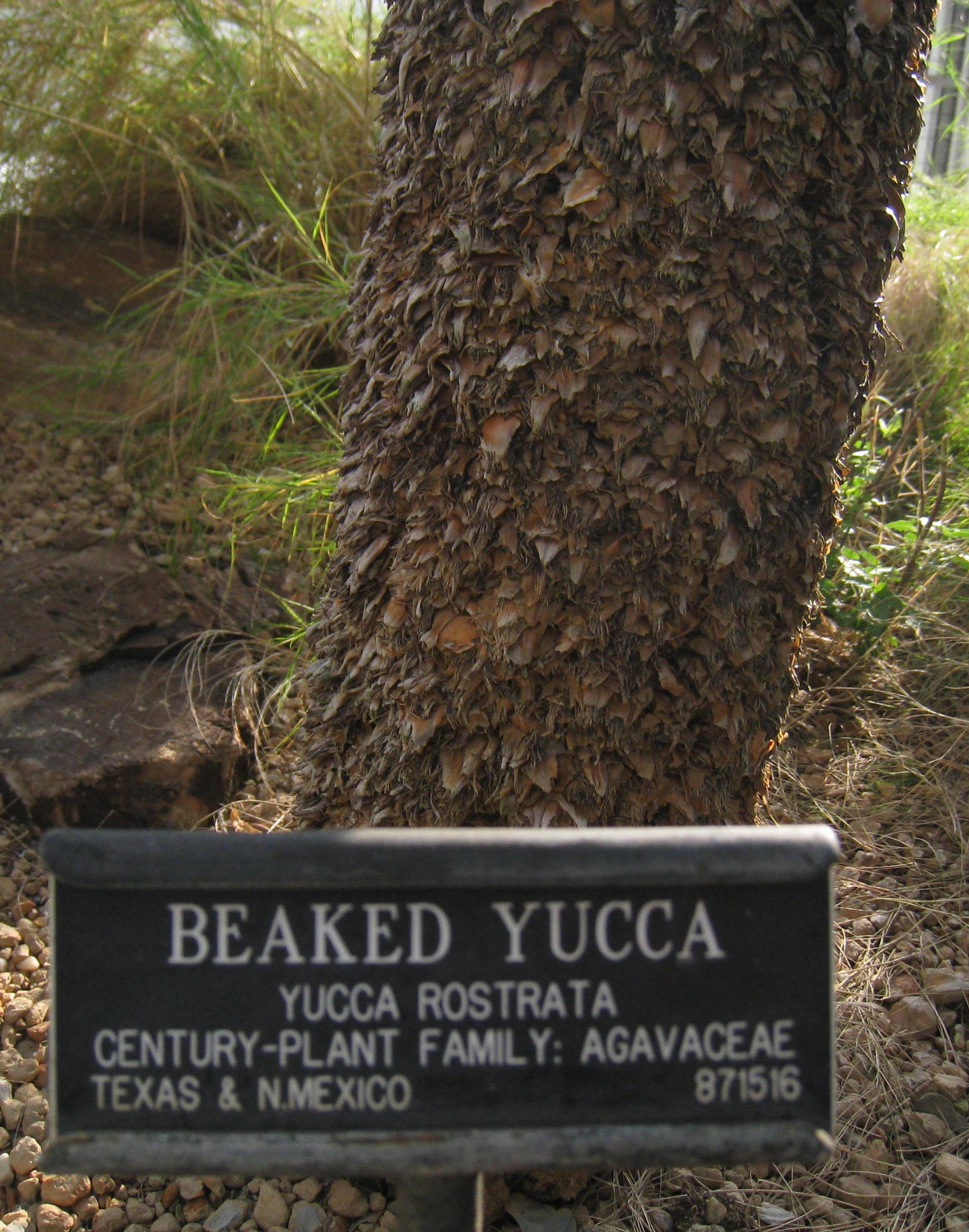
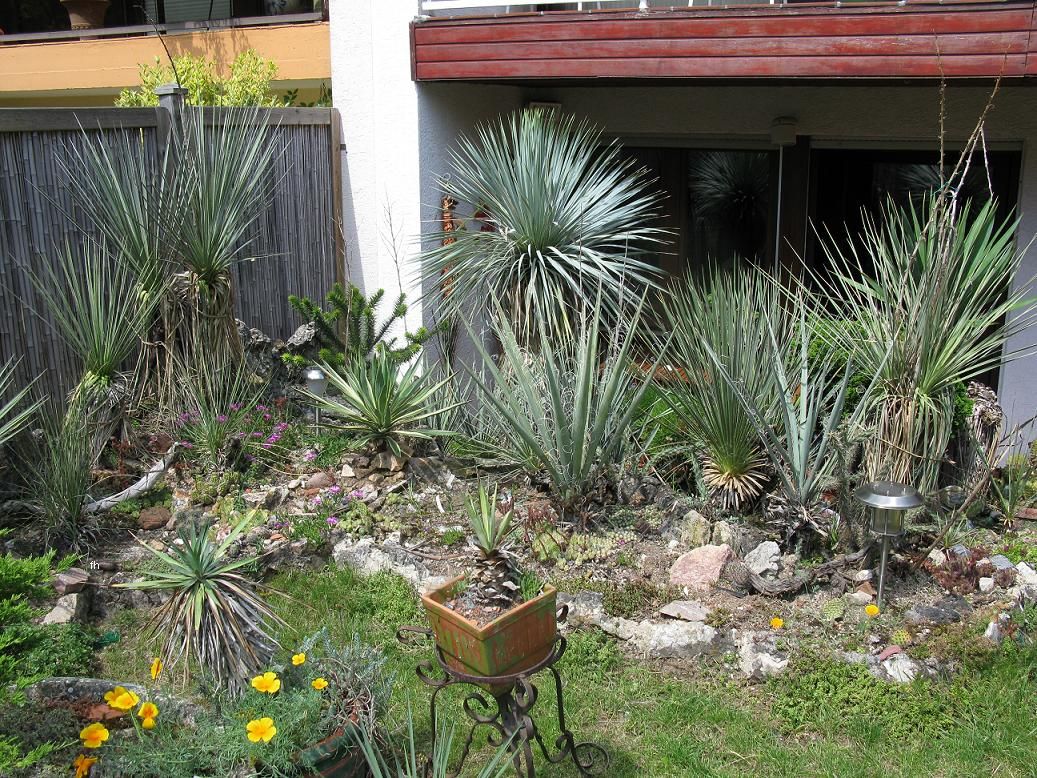
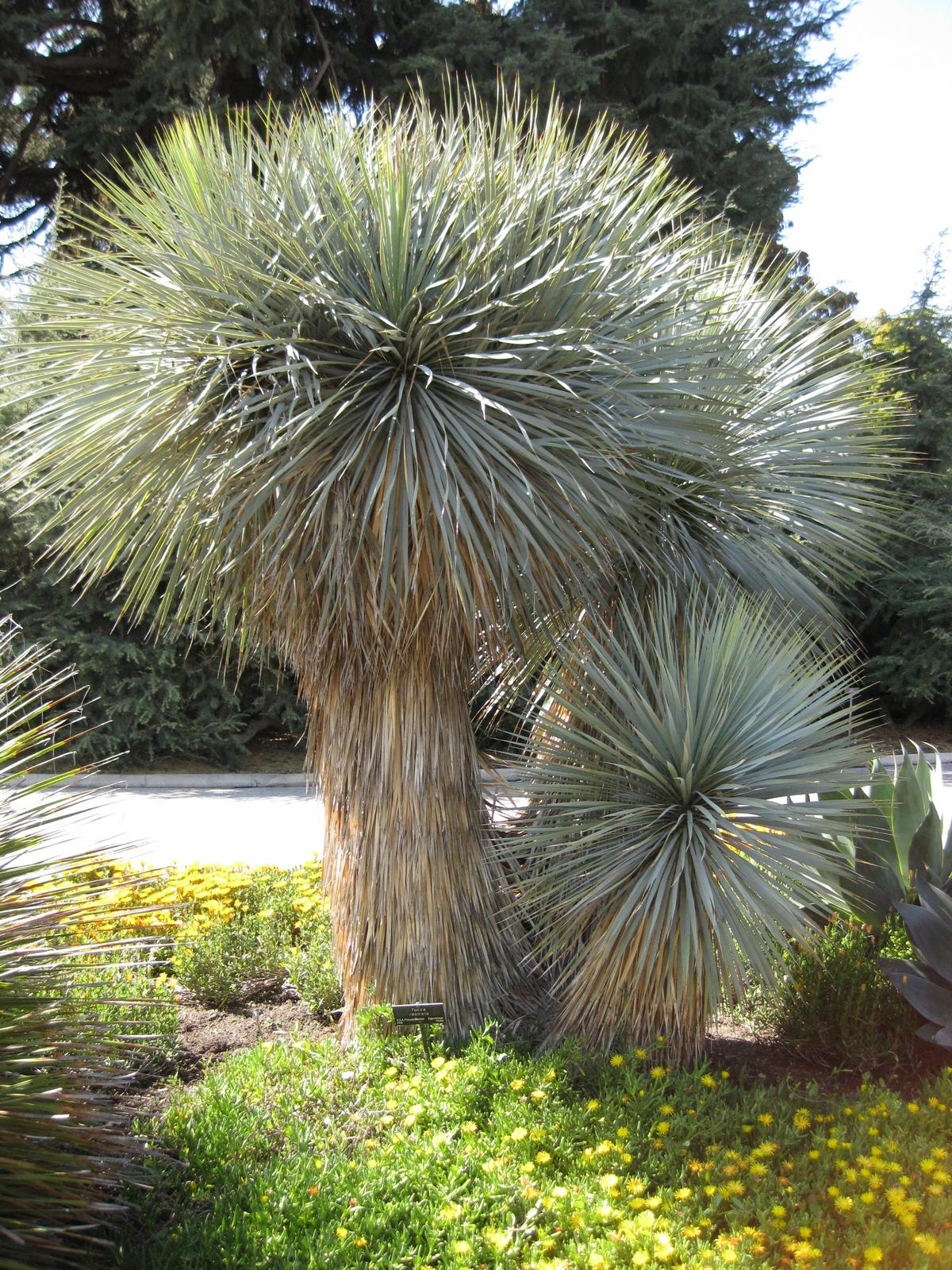